# Catocala parta
Catocala parta là một loài bướm đêm thuộc họ Erebidae. Loài này có ở Nova Scotia phía nam đến Maryland và Kentucky, phía tây đến miền nam Saskatchewan và Alberta, miền tây Montana và Utah.
Sải cánh dài 70–78 mm. Con trưởng thành bay từ tháng 8 đến tháng 9 tùy theo địa điểm.
Ấu trùng ăn các loài Populus và Salix.

## Hình ảnh
- Tập tin:Tập